# یتینگن-شپاخ
یتینگن-شپاخ (به آلمانی: Jettingen-Scheppach) یک شهر در آلمان است که در گونتسبورگ واقع شده‌است.